# AMPA
ألفا أمينو 3-هيدروكسي 5-مثيل 4-حمض الإيزوكسازوليبروبيونيك (بالإنجليزية: α-amino-3-hydroxy-5-methyl-4-isoxazolepropionic acid)‏ (واختصارًا: AMPA) هو مركب كيميائي ناهض محدد لمستقبلات AMPA، حيث يحاكي تأثيرات الناقل العصبي الغلوتامات.
ثَمت أنواع عديدة من القنوات الأيونية الغلوتاماتية في الجهاز العصبي المركزي (CNS)، تشمل:
قنوات ألفا أمينو 3-هيدروكسي 5-مثيل 4-حمض الإيزوكسازوليبروبيونيك، حمض الكايينيك [الإنجليزية]. يمكن استخدام ألفا أمينو 3-هيدروكسي 5-مثيل 4-حمض الإيزوكسازوليبروبيونيك تجريبيًا التمييز بين نشاط أحد المستقبلات عن غيره، لفهم وظائفها المختلفة. تولِّد تلك المستقبلات جهدًا استثاريًا سريعًا بعد مشبكي. يُنَشِّط ألفا أمينو 3-هيدروكسي 5-مثيل 4-حمض الإيزوكسازوليبروبيونيك مستقبلات AMPA التي هي قنوات كاتيونية غير انتقائية مارًا بقنوات الصوديوم Na+ والبوتاسيوم K+ وبالتالي لديها إمكانية توازن قريب من 0 مللي فولت.